# 椿本鏈條
椿本鏈條（日语：椿本チエイン）是日本汽车传动和滾子鏈产品的制造商，总部位于大阪府大阪市北区中之岛。椿本链条在通用工业用钢链条上具有全球最大的市场份额，在汽车正时驱动系统方面具有世界上最大的市场份额。

## 历史
椿本链条由椿本節三于1917年在大阪市北区成立，是一家名为椿本书店的私营企业，主要生产自行车链条。 他们很快转移到了滚子链和输送机设备的生产，于1928年停止了自行车链条的制造。第二年，他们注册为椿本链条制造公司。

## 外部鏈接
- 椿本チエイン （页面存档备份，存于）（日語）
- 椿本集团 （页面存档备份，存于）（中文）
- 台灣椿本股份有限公司 （页面存档备份，存于）（繁體中文）
- Tsubakimoto Chain Co. （页面存档备份，存于）（英文）